# Antonio Alfonso Cavada
Antonio Alfonso Cavada (La Serena, 3 de marzo de 1826-La Serena, 4 de marzo de 1891) fue un militar y político chileno.

## Vida
Fue hijo de Manuel Alfonso Rodríguez y de Agustina Cavada Meléndez. Estudió en el Liceo de La Serena y en la Universidad de Chile, graduándose de Ingeniero en Minas en 1844, posteriormente viajó a Bélgica y los Países Bajos, donde se especializó en química general.
Casado con Jacoba Muñoz Cristi. Tuvo siete hijos, a través de su hijo Antonio, es bisabuelo de la actriz Carmen Barros Alfonso.

## Actividades públicas
- Catedrático de química del Liceo de La Serena (1849-1851).
- Coronel de ingenieros militares, bajo las órdenes del coronel Justo Arteaga en el Sitio de La Serena, participando en la Revolución contra el presidente Manuel Montt (1851).
- Exiliado al Perú tras el fracaso de la revolución, dedicándose a la docencia en la Universidad de San Marcos de Lima (1851-1855).
- Militante del Partido Liberal (1856).
- Intendente de Coquimbo (1857).
- Diputado por Ovalle, Combarbalá e Illapel (1858-1861); figuró en la comisión permanente de Relaciones Exteriores y Colonización. Sin embargo, su participación en la revolución de 1859 le hizo perder su puesto parlamentario, siendo reemplazado por el suplente, Francisco Borja Solar (PL).

En 1859, Pedro León Gallo da inicio a una segunda revolución contra el gobierno de Manuel Montt, donde Antonio Alfonso Cavada participa en la Batalla de Los Loros y en Cerro Grande, tras el desastroso resultado para los liberales, debió huir a La Plata, Argentina, retornando a Chile recién en 1862, acogiéndose a la amnistía otorgada por el gobierno de José Joaquín Pérez.

- Alcalde de La Serena (1879).
- Comandante del batallón cívico de La Serena (1879-1891).
- Intendente de Coquimbo  (1879-1881) y Tarapacá (1883-1885).
- Regidor de la Municipalidad de La Serena (1885-1887).
- En 1890 fue uno de los fundadores del Banco de La Serena.[2]